# A290 (route russe)
La  route fédérale A-290 Novorossiïsk-Kertch est une route russe d'importance fédérale. Elle était précédemment identifiée comme route Magistrale M25, jusqu'au 31 décembre 2017.

## Présentation
L'autoroute relie d'est en ouest, la ville de Novorossiisk dans le kraï de Krasnodar, à la ville de Kertch en Crimée. Elle emprunte le pont de Crimée pour traverser le détroit de Kertch. C'est un tronçon de la route européenne 97 qui relie la ville de Kherson en Ukraine, à la ville d'Aşkale en Turquie, sur une longueur de 168 km.

## Tracé
L'autoroute qui débute à Novorossiisk relie les villes de Verkhnebakanski, Natoukhaïevskaïa, Anapa, Djiginka, Taman, traverse le détroit de Kertch, et prend fin à Kertch.
Elle traverse la plaine de Ciscaucasie, ne croise aucune rivière, emprunte le pont de Crimée. Un certain nombre de sections de l'autoroute exigent une plus grande attention de la part des conducteurs.

## Curiosités régionales
Novorossiisk est une ville de 242 000 habitants située au fond de la baie de Tsemes. C'est un grand port commercial. Dans l'Antiquité s'y côtoient Grecs, Gênois, Turcs, ces derniers ayant construit la forteresse de Soudjoukkale. La forteresse sera détruite par les russes durant la guerre russo-turque de 1828-1829, avant d'y fonder la ville de Novorossiisk, après la signature du traité d'Andrinople de 1829.
Anapa est la deuxième ville d'importance sur le tracé de l'autoroute. C'est une station balnéaire renommée et on y trouve des vignobles.
Kertch est la ville la plus ancienne située sur le territoire de la Russie historique. 

## Galerie

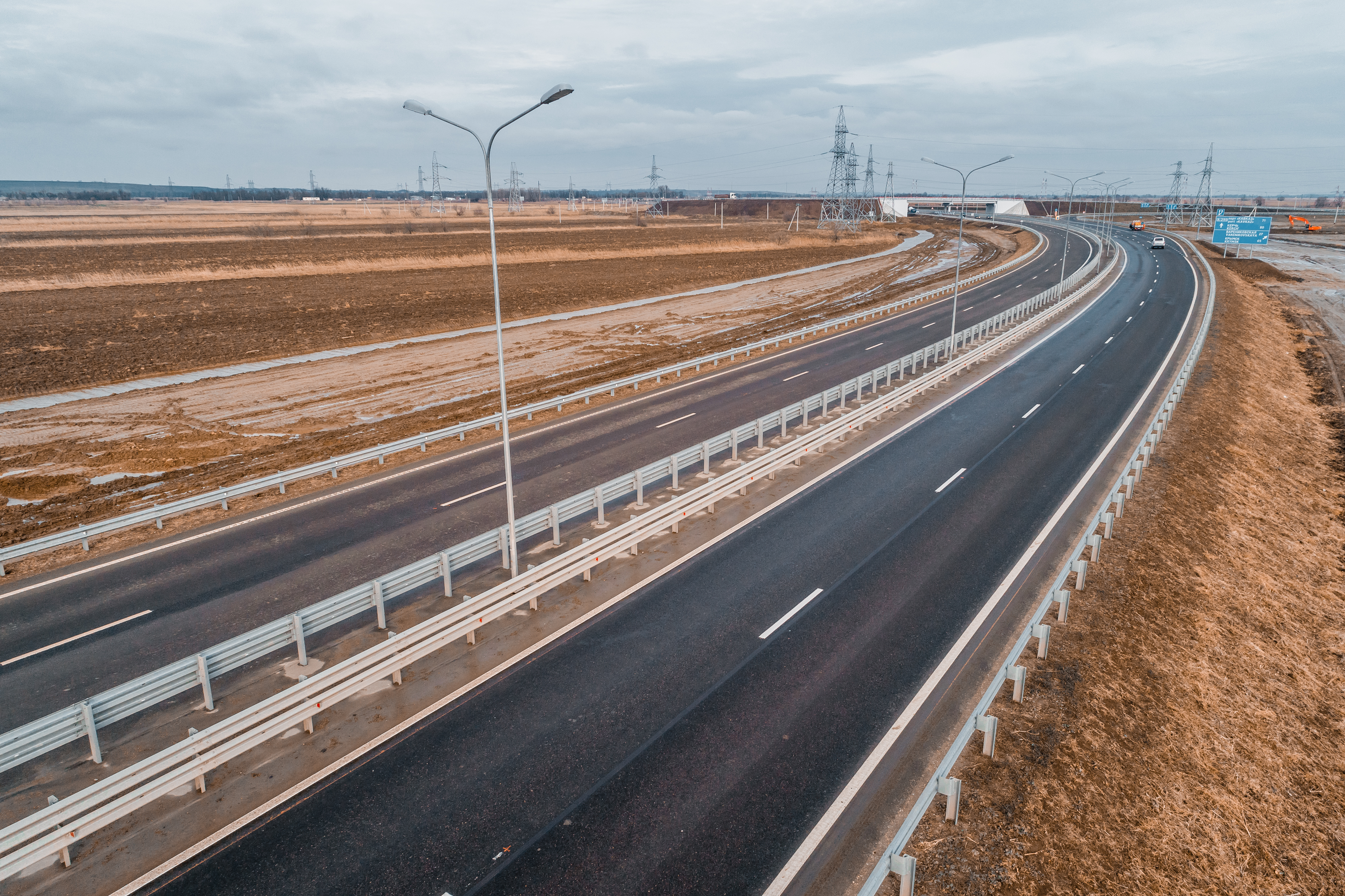
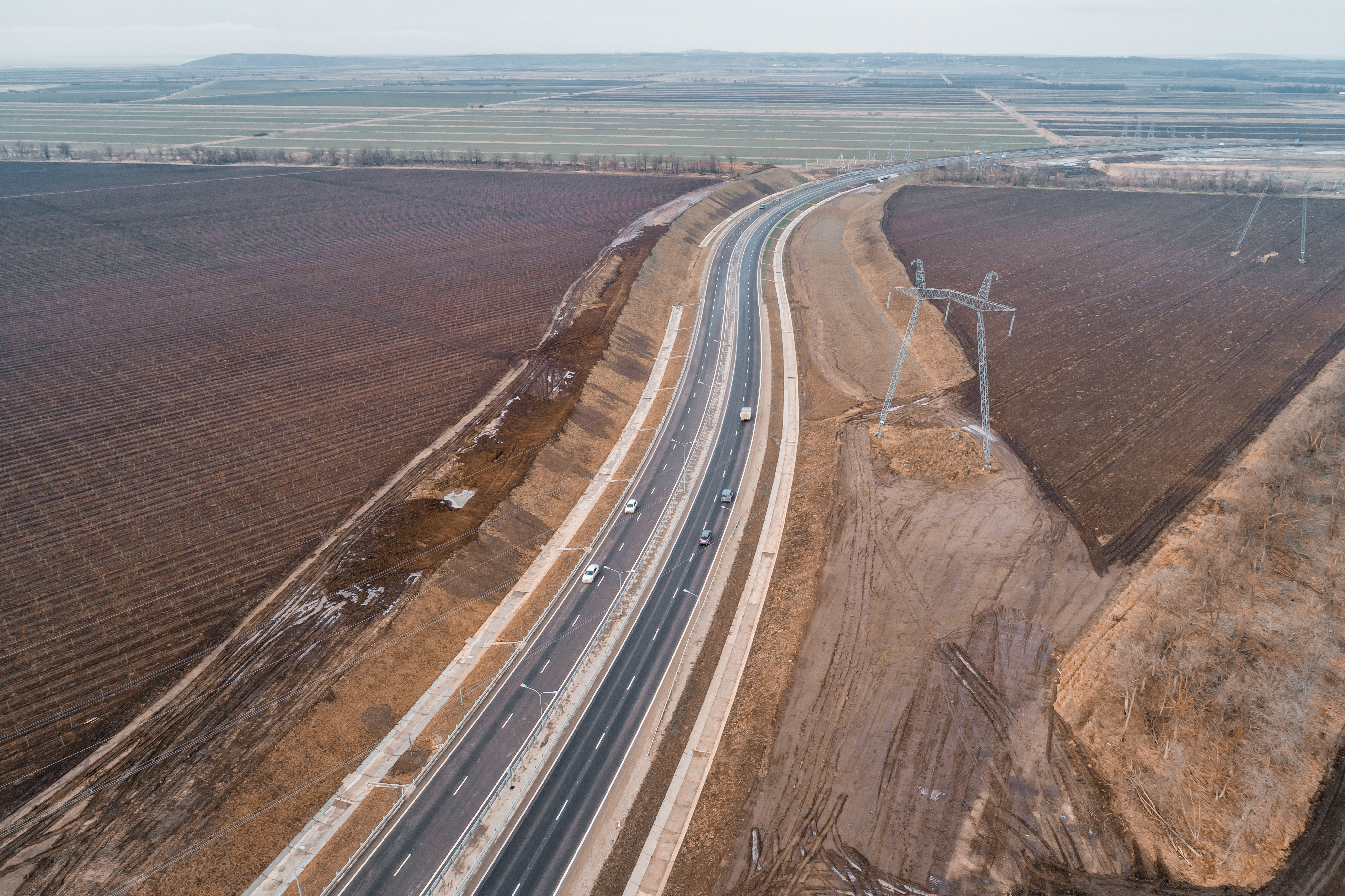